# Ein Unglück

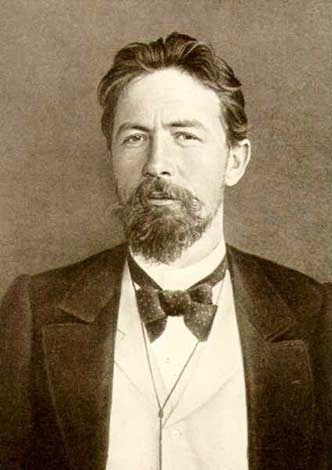
Anton Tschechow

Ein Unglück, auch Unglück, Frauenseele, Verhängnis, Ein Verhängnis (russisch Несчастье, Nestschastje), ist eine Erzählung des russischen Schriftstellers Anton Tschechow, die am 16. August 1886 in der Nowoje wremja abgedruckt wurde.
J. Treumanns Übertragung ins Deutsche erschien 1890 in der Tschechow-Sammlung Russische Leute. Geschichte aus dem Alltagsleben im Verlag Carl Reißner  in Leipzig. Andere Übersetzungen: Im selben Jahr ins Serbokroatische (Nesreća), 1891 ins Ungarische (Az utolsó remény) und Tschechische (Nešteští), 1899 ins Dänische (Ulykken) sowie 1900 ins Slowakische (Nešťastie).

## Inhalt
Im Sommerurlaub in einer waldigen Gegend auf einer Schneise. Die um die 25-jährige schöne Sofja Petrowna Ljubjanzewa hat ein Stelldichein mit ihrem Landhausnachbarn, dem Rechtsanwalt Iljin. Sofja verbittet sich weitere Liebeserklärungen, denn sie liebe ihren Ehemann, den Notar Andrej Iljitsch und hat zusammen mit ihm eine Tochter Warja. Dabei gefällt ihr Iljin, der starke Mann mit dem schwarzen Bart im bösen jungen Gesicht. Insgeheim genießt die Egoistin Sofja, die sich für eine durchschnittliche Frau hält, seine Gespräche mit ihr, „hochgeistige“ Dinge betreffend. Sofja meint, sie habe Macht über ihren Liebhaber und triumphiert heimlich, wenn sie ihn so anschaut. Iljin nimmt ihre Abweisung nicht ernst; erkennt, dass sie mit ihm spielt, denn fortgejagt hat sie ihn noch nicht. Also wiederholt er, vor ihr kniend, ihre Knie umfangend und wie ein Blutegel sich an ihrer Hand festsaugend, seine Liebeserklärung. Sofja versteht sich selber nicht. Warum hält sie still? Warum genießt sie es, dass er ihr zu Füßen liegt? Warum hat sie sich gegen Iljins Nachstellungen zur Wehr gesetzt und musste doch zu dem Stelldichein erscheinen?
Im Landhaus dann bittet Sofja ihren Andrej, mit ihr irgendwohin zu verreisen. Der Notar sieht sich – schon aus geschäftlichen und finanziellen Gründen – außerstande.
Bei der nächsten – diesmal mitternächtlichen – Gelegenheit küsst Iljin die Geliebte am Nackenansatz auf den Hals. Eine durchschnittliche Frau, für die sich Sofja – wie gesagt – hält, müsste nach ihrem Verständnis aufbrausen: „Sie sind wahnsinnig!“ Stattdessen überkommt sie peu à peu
ein schweres, unbezwingliches Verlangen. „Ich glaube, ich bin … verliebt!“ gesteht sie hernach ihrem Gatten. Als der endlich – vom Dienst im Büro ermattet – eingeschlafen ist, macht sie sich auf den Weg zu Iljin und schimpft sich unterwegs „widerliches Weib!“ Anton Tschechow schließt: „… aber das, was sie vorwärtstrieb, war stärker als die Scham, stärker als vernünftige Überlegung, stärker als ihre Angst …“

## Rezeption
- 1887: Konstantin Arsenjew bemerkt im Dezemberheft des Westnik Jewropy eine Diskrepanz zwischen Form und Inhalt. Innerhalb der vom Autor bekannten, gewählten extremen Kürze des Textes könne das brisante Thema eheliche Treue nicht angemessen ausgelotet werden.[3]
- Afanassi Bytschkow[4] registriert, der Autor habe Sofja, wie sie in ihrem Kampf zwischen Pflicht und Leidenschaft unterliegt, indem sie sich schließlich doch Iljin zuwendet, nachvollziehbar beschrieben.[5]
- 1888: Anatoli Alexandrow[6], Verleger und Redakteur der Zeitung Das Russische Wort[7] und der Zeitschrift Die Russische Revue[8], schreibt in seinem Artikel über Anton Tschechow zu dessen Erzählung Ein Unglück: In dieser knappen und trotzdem ziemlich tiefen psychologischen Analyse wird augenscheinlich mit hohem Wahrheitsgehalt und auf humanistische Art beschrieben, wie eine ordentliche junge verheiratete Frau ins Unglück rennt.[9]
- 1891: Der Kritiker W. L. Kign[10] lobt in der Buchwoche[11]: Der Autor stelle eine moderne, gebildete Frau vor – kühn, wahrheitsnahe und neuartig, wie es keiner der jüngeren russischen Autoren wage.[12]
- 1895: P. N. Krasnowa[13] zieht im Journal Trud (Arbeit)[14] den Russen Anton Tschechow dem Franzosen Maupassant vor, weil ersterer die Ehre einer Frau im Gegensatz zu letzterem ein klein wenig ernster nähme.[15]
- 1903: Alexander Bogdanow[16] hebt in Mir Boschi das „Tier im Menschen“ in der Protagonistin Sofja – nun einmal innewohnend und leider auch ausbrechend – hervor.[17]

## Deutschsprachige Ausgaben

### Verwendete Ausgabe
- Ein Unglück, S. 177–192 in Gerhard Dick (Hrsg.) und Wolf Düwel (Hrsg.): Anton Tschechow: Das schwedische Zündholz. Kurzgeschichten und frühe Erzählungen. Deutsch von Wolf Düwel. 668 Seiten. Rütten & Loening, Berlin 1965 (1. Aufl.)